# Cerkev sv. Štefana, Piran
Cerkev sv. Štefana je ena izmed cerkva v Piranu. Stoji na Židovskem trgu. Posvečena je svetemu Štefanu.
O času gradnje cerkve niso ohranjeni verodostojni pisni arhivski dokumenti, razen delov arhitekture manjše cerkve z rozeto na glavnem pročelju. 

## Zgodovina
Kljub temu velja cerkev za ena najstarejših v Piranu, v 13. in 14. stoletju pa je bila med najvažnejšimi cerkvami v mestu. Po sliki križanja na glavnem oltarju so cerkev imenovali »del Crocifisso«. Na podstrešju nad cerkveno ladjo so imeli svoje prostore člani bratovščine za srečno zadnjo uro, ki so molili za srečno smrt, v cerkvi sta med drugim še ohranjeni dve procesijski znamenji. Med baročno predelavo je bila nad glavnim vhodom postavljena bogata kamnita dekoracija, ki jo pripisujejo beneškemu kamnoseku Paolu Gropelliju.

## Notranjost cerkve
Oltarje je izdelal kipar in kamnosek Giovanni Battista Bettini iz Portoguara, glavnega okoli leta 1755, stranskega levega okoli 1760, najkasneje 1778 pa je bil izdelan desni oltar.
V notranjosti cerkve so poleg skulptur svetega Štefana in svetega Lovrenca na oltarjih še slike slikarjev Jakoba in Mateja Palme.